# SV 1930 Hockenheim
Schachvereinigung 1930 Hockenheim – niemiecki klub szachowy z Hockenheim, sześciokrotny medalista Bundesligi.

## Historia
Klub powstał w 1929 roku. Założycielami byli Karl i Willi Steinmeyerowie, Karl, Fritz i Ernst Perinowie, Georg Lebkücher, Gustav Zimmermann, Josef Ballweg, Theodor Gabel, Franz Hoffmann i Hermann Kreimes. Z nieznanych powodów przyjął nazwę Schachklub 1930 Hockenheim, mimo że 1929 rok jako data powstania jest dobrze udokumentowany. W 1933 roku zorganizowano pierwszy turniej klubowy, który wygrał Lebkücher. Podczas II wojny światowej działalność klubu uległa załamaniu. Pod koniec lat 40. zawodnikiem klubu został Max Ludwig, który w późniejszym czasie stał się wielokrotnym mistrzem Hockenheim. W latach 1948–1951 klub organizował popularny w mieście bal maskowy „Schi-Scha". W sezonie 1956/1957 klub wygrał mistrzostwa Bezirksklasse, ale przegrał baraże o awans. W 1970 roku uzyskano awans do Verbandsligi. Pod koniec lat 70. połączono dwa kluby z Hockenheim: Schachklub 1930 i Schwarz-Weiß, tworząc Schachvereinigung 1930. W 1980 roku zorganizowano obchody 50-lecia istnienia klubu, a gościem specjalnym był Wiktor Korcznoj, który rozegrał symultanę z 46 graczami. W ramach obchodów odbył się także turniej szachów błyskawicznych z udziałem 43 drużyn. Rok później nastąpił spadek do Bereichsligi. W 1988 roku zawodnik klubu, Gerold Rocholz, podjął nieudaną próbę pobicia rekordu Guinnessa, próbując grać z Haraldem Kneisem przez 200 godzin; do pobicia rekordu brakło 44 godzin. W 1991 roku nawiązano współpracę z Schachclub Sachsenring z Hohenstein-Ernstthal, a rok później rozpoczęto redagowanie gazety klubowej. W 1994 roku SV 1930 Hockenheim zorganizował kongres szachowy. Rok później zespół awansował do Landesligi, a w 1997 roku awansowano do Verbandsligi. Rok później nastąpił spadek z Verbandsligi, a w 2000 roku ponowny awans do ligi. Również w 2000 roku klub zorganizował indywidualne mistrzostwa Niemiec w szachach szybkich. W 2007 roku klub awansował do Oberligi. W roku 2009 klub zajął drugie miejsce w Oberlidze, zaś rok później awansował do 2. Bundesligi. W 2011 roku klub bez porażki awansował do Bundesligi. W skład drużyny wchodzili wówczas m.in. Anatolij Karpow, Rainer Buhmann, Jurij Kryworuczko, Mychajło Ołeksijenko i Zoltán Ribli. W sezonie 2013/2014 zespół zajął po raz pierwszy trzecie miejsce w Bundeslidze. W latach 2017 i 2019 SV 1930 Hockenheim zdobył wicemistrzostwo Niemiec. W 2021 roku wskutek wycofania się sponsorów klub zrezygnował z gry w Bundeslidze, po czym podjął starty w Oberlidze.

## Statystyki ligowe
Obejmują dane od sezonu 2007/2008. Źródło: Deutscher Schachbund
| Sezon     | Liga          | Miejsce | Punkty | Mecze | Z-R-P  |
| --------- | ------------- | ------- | ------ | ----- | ------ |
| 2007/2008 | Oberliga      | 4       | 10     | 9     | 4-2-3  |
| 2008/2009 | Oberliga      | 2       | 14     | 9     | 6-2-1  |
| 2009/2010 | Oberliga      | 1       | 17     | 9     | 8-1-0  |
| 2010/2011 | 2. Bundesliga | 1       | 16     | 9     | 7-2-0  |
| 2011/2012 | Bundesliga    | 8       | 14     | 15    | 5-4-6  |
| 2012/2013 | Bundesliga    | 9       | 16     | 15    | 7-2-6  |
| 2013/2014 | Bundesliga    | 3       | 23     | 15    | 10-3-2 |
| 2014/2015 | Bundesliga    | 3       | 21     | 15    | 8-5-2  |
| 2015/2016 | Bundesliga    | 10      | 15     | 15    | 6-3-6  |
| 2016/2017 | Bundesliga    | 2       | 24     | 15    | 11-2-2 |
| 2017/2018 | Bundesliga    | 3       | 22     | 15    | 11-0-4 |
| 2018/2019 | Bundesliga    | 2       | 24     | 14    | 11-2-1 |
| 2019/2021 | Bundesliga    | 3       | 22     | 14    | 11-0-3 |
| 2021/2022 | Oberliga      | 6       | 10     | 10    | 3-4-3  |
| 2022/2023 | Oberliga      | 7       | 7      | 9     | 3-1-5  |
| 2023/2024 | Oberliga      | 6       | 8      | 9     | 3-2-4  |

## Arcymistrzowie w historii klubu
Stan na koniec sezonu 2023/2024
| - Csaba Balogh - Tamás Bánusz - / David Baramidze - Arik Braun - Sabino Brunello - Rainer Buhmann - Iwan Czeparinow - Josif Dorfman - Baadur Dżobawa - Władimir Fiedosiejew - Vidit Gujrathi | - David Howell - Ernesto Inarkijew - Anatolij Karpow - Jurij Kryworuczko - Luka Lenič - Jewhen Mirosznyczenko - Ołeksandr Moisejenko - Mychajło Ołeksijenko - Wasilij Papin - Rusłan Ponomariow - Richárd Rapport | - Zoltán Ribli - Krishnan Sasikiran - Ivan Šarić - Sam Shankland - Ivan Sokolov - Jewgienij Tomaszewski - Dennis Wagner - Wei Yi - Nikita Witiugow |